# Pfarrkirche Ladendorf

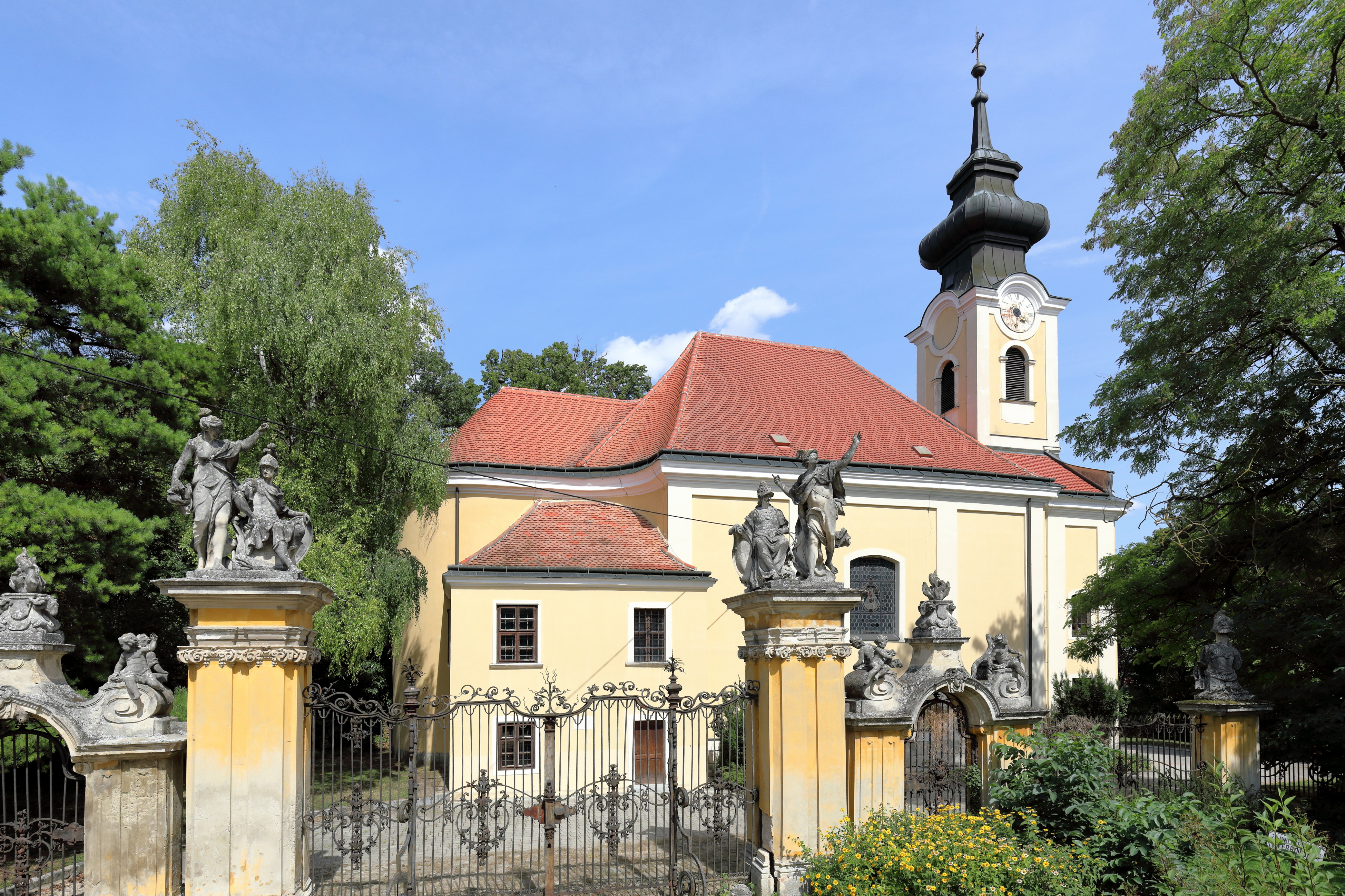
Pfarrkirche hl. Andreas und davor das Hauptportal des Schlosses Ladendorf

Die Pfarrkirche Ladendorf steht in der Marktgemeinde Ladendorf in Niederösterreich. Die römisch-katholische Pfarrkirche hl. Andreas gehört zum Dekanat Wolkersdorf im Vikariat Unter dem Manhartsberg der Erzdiözese Wien. Bis 1. September 2016 gehörte sie zum Dekanat Wolkersdorf. Die Kirche steht unter Denkmalschutz.

## Lage
Die Kirche nördlich des Dorfes auf der Anhöhe steht vor dem Haupteingang vom Schloss Ladendorf und bei einer Kellergasse.

## Andreaskirche

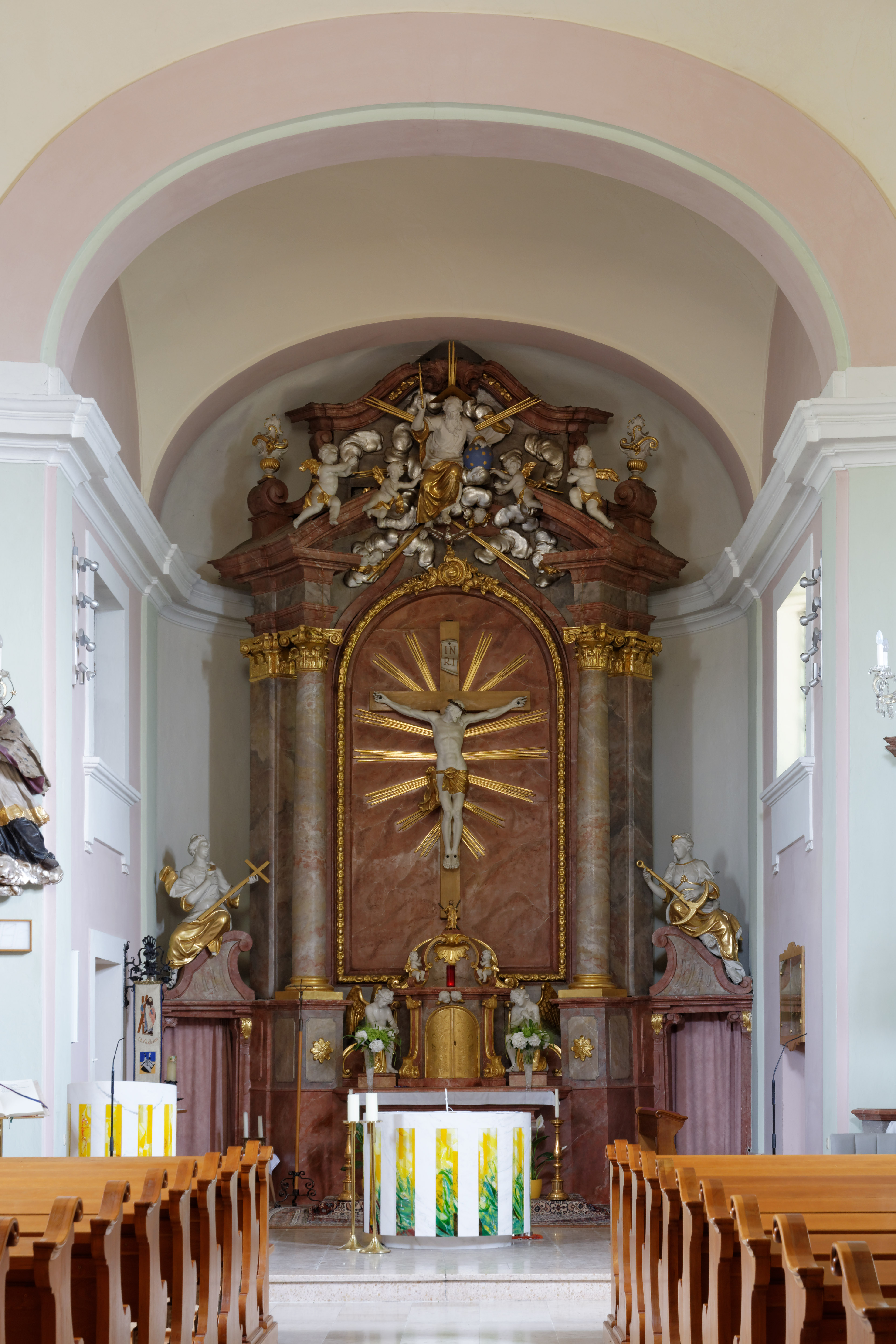
Innenraum (Hochaltar)

Im Jahre 1254 ist ein Pfarrer in Ladendorf genannt. Die heutige Kirche wurde im Jahre 1776 als spätbarocker Bau nach den Plänen von Peter Mollner gebaut.
Der Hochaltar aus dem 18. Jahrhundert wurde aus der griechisch-unierten Kirche zur hl. Barbara in Wien hierher übertragen. Anstelle des Hochaltarbildes hängt ein Holzkruzifix aus dem 18. Jahrhundert. Ein Hochaltarbild des hl. Andreas vom akad. Maler Hans Hrusa, nach 1945 entstanden, hängt an der Seitenschiffwand. Die Orgel von Josef Loyp entstand um 1840.